# Бассем Срарфі
Бассем Срарфі (араб. بسام الصرارفي, нар. 25 червня 1997, Туніс) — туніський футболіст, півзахисник клубу «Клуб Африкен» та національної збірної Тунісу.
Раніше виступав за «Клуб Африкен» та «Ніццу».

## Клубна кар'єра
Народився 25 червня 1997 року в місті Туніс. Вихованець юнацьких команд футбольних клубів «Стад Тунізьєн» та «Клуб Африкен».
У дорослому футболі дебютував 2015 року виступами за команду клубу «Клуб Африкен», в якій провів два сезони, взявши участь у 27 матчах чемпіонату.
На початку 2017 року перейшов у французьку «Ніццу». Сума трансферу склала 1,5 млн. євро. 24 лютого в матчі проти «Монпельє» він дебютував у Лізі 1. 29 листопада в поєдинку проти «Тулузи» Бассем забив свій перший гол за «Ніццу». За три роки відіграв за команду з Ніцци 56 матчів у національному чемпіонаті, переважно будучи запасним гравцем і виходячи на заміни.
25 січня 2020 перейшов до бельгійського «Зюлте-Варегема».

## Виступи за збірну
23 березня 2018 року дебютував в офіційних матчах у складі національної збірної Тунісу в товариській грі проти збірної Ірану (1:0), а влітку того ж року поїхав на чемпіонат світу 2018 року у Росії.